# Црквеница
Црквеница је једна од најиздашнијих десних притока Врбање. Извире на сјеверним падинама Шипрашког брда (врх Главица, 1267 м), изнад села Селачка и Курушићи, на око 1200 метара надморске висине. Тече најприје према према западу, затим нагло савија према југу, а ушће јој је у Шипрагама. Горњи ток ове ријеке је готово паралелан са матичном Врбањом која тече долином испод јужних падина брда које их дијели. Извориште обухвата четири врела, од којих је најснажније Небеговаче, у рејону Катуниште. Већ ту улази у све дубљи кањон, мјестимично ндубок и преко 300 м испод околног платоа. Изнад села Горње Шипраге, готово под правим углом, усмјерава се према југу.
Црквеница је дуга око 10 km, а (уз мноштво поточича и врела) највеће десне притоке су јој Мосорски, Јовића и Каменички поток, те Студенац, а лијеве: Николића врело и Балијин до (из два снажна врела – Јакуша). На њој је некада (педесетих година прошлог вијека) било чак 17 воденица (млинова)..
У ужем подручју њеног изворишта је вододијелница сливова Врбаса и Босне. Трновац и Стопанска су такође десне притоке Врбање и теку према југоистоку, док је Црквена десна притока Велике Усоре и тече према сјеверозападу..
Постоје поуздане евиденције да је при ушћу Црквенице у Врбању постојало римско насеље са базиликом (тј. црквом, по чему је и именована) и средњовјековна старобосанска насеобина.. О томе свједоче остаци стећака од седре; најкомплетније очувани је потопљен у Врбању (у непосредној близини примарне локације - уз саме обале ријека). Брбана одваљала око 300 м низводно и ѕнатно оштетила. Остали су исјечени и уграђени (могуће је због веровања у легенду о њиховој "чудотворност") у зидове околних кућа или других објеката.
Аустријске власти су, у оквиру развоја инфраструктуре за експлоатацију шумског блага и других природних ресурса, на подручју Шипрага изградиле и ускотрачну пругу уз водоток Црквенице - до Грича (823 м н/в). Педесетих и шездесетих година прошлог вијека, пруга је демонтирана, а на њеној траси су изграђене локалне цесте за више села у сливу Црквенице.